# Adélaïde Diane de Cossé
Adélaïde-Diane-Hortense de Cossé-Brissac, ofta kallade Mancinette, född Mazarini-Mancini 1742, död 1808, var en fransk hovfunktionär. Hon var dame d'atours till Marie Antoinette mellan 1771 och 1775.

## Biografi
Adélaïde Diane de Cossé var dotter till Louis-Jules Mancini-Mazarini, hertig de Nivernais (1716–1798) och Françoise-Angélique Phélypeaux (1715–1781), och gifte sig 1760 med hertig Louis Hercule Timoléon de Cossé-Brissac (1734–1792), med vilken hon fick en dotter.
I september 1771 utnämndes hon till dame d'atour hos Marie Antoinette sedan hennes företrädare Amable-Gabrielle de Villars hade avlidit. Hon utnämndes av kungen på begäran av Madame Du Barry, eftersom hennes make tillhörde kretsen kring Du Barry. Detta skedde mitt under krisen mellan Du Barry och Marie Antoinette och hon väntades därmed utgöra en Du Barry-lojalist i den senares hushåll. Hon delade emellertid inte sin makes lojaliteter och hovgrupp. Hon beskrivs som en hederlig och allvarligt lagd person. 
Hon fick ansvaret för Marie Antoinettes garderob, och uppges vid sitt tillträde ha varit förfärad över extravagansen. Vid denna tidpunkt var Marie Antoinette ännu inte intresserad av kläder och kostnaderna berodde inte på henne.  Hennes företrädare Villars hade på grund av sin ålder och hälsotillstånd bara till namnet skött sin post som övervakare av kostnaden för kronprinsessans garderob, vilket hade lett till enorma kostnader när personer hade dragit nytta av Villars oförmögenhet att sköta kassan. Cossé tvingades bringa kassan i ordning och visade även denna för Österrikes ambassadör Florimond Claude de Mercy-Argenteau. 
Under konflikten mellan Marie Antoinette och Du Barry stod hon på den förra sida och vägrade demonstrativt en inbjudan av Du Barry trots att hon hade denna att tacka för sin anställning, något som ställde till med en mindre hovskandal och flera vid hovet omtalade förvecklingar.
Adélaïde Diane de Cossé sade upp sig från tjänsten i protest mot att Marie Antoinette återinförde posten surintendante för sin nära vän Lamballe och efterträddes av Laure-Auguste de Fitz-James. Hon tillbringade sedan större delen av sin tid i Nice av hälsoskäl, och befann sig där vid utbrottet av franska revolutionen. Eftersom hon varit utomlands redan före revolutionen (Nice var på den tiden inte franskt) och alltså inte kunde räknas som en politisk flykting, kunde hon med framgång ansöka om att få sig och sin make flyttad från emigrantlistan och återfå sin egendom efter skräckväldets fall 1794.